# السعودية وأسلحة الدمار الشامل

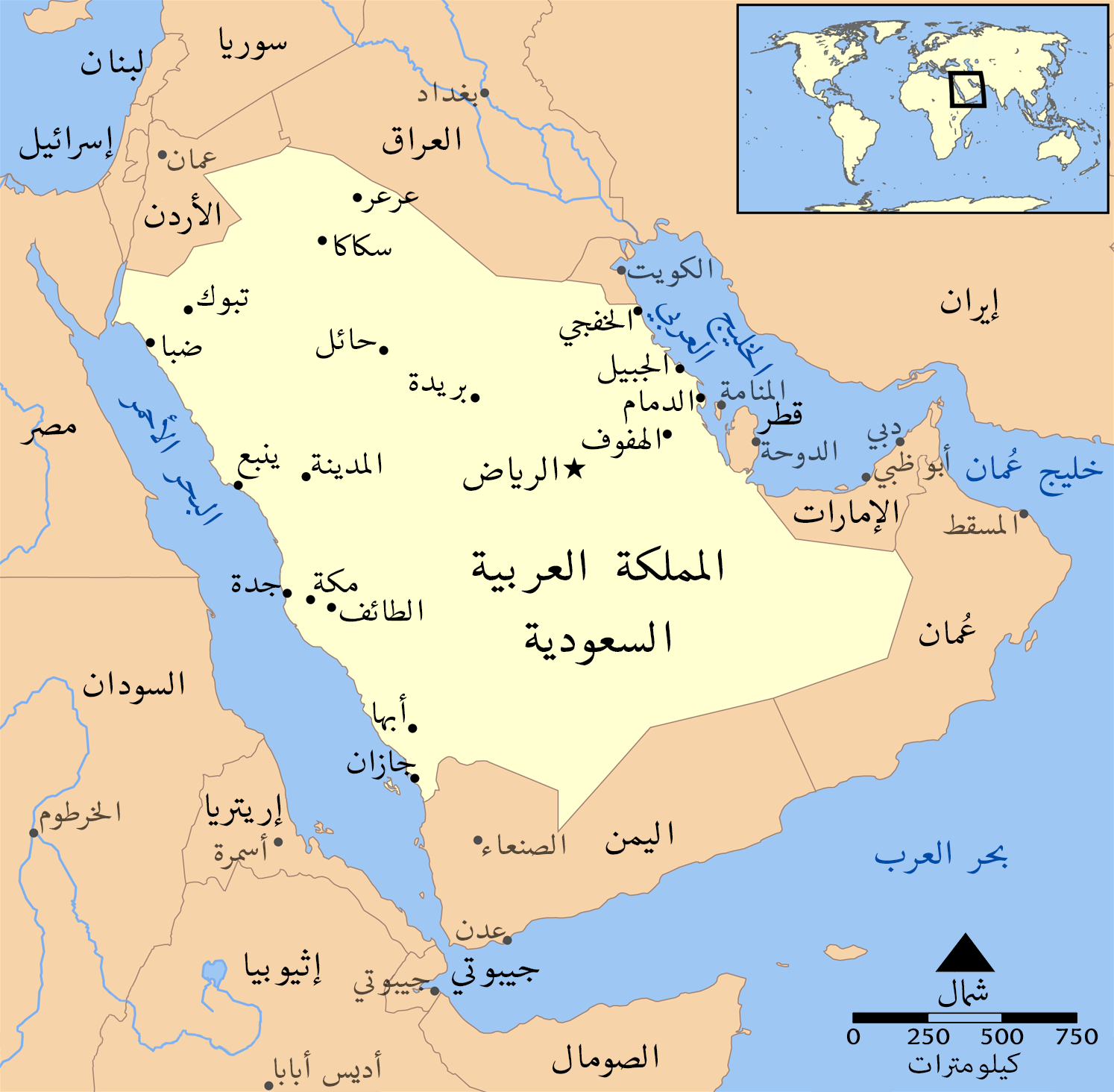

لم تحتفظ المملكة العربية السعودية رسميا ب‍أسلحة الدمار الشامل ولا تمتلكها. وفي الحقيقة، وقعت المملكة العربية السعودية على اتفاقية حظر استحداث وإنتاج وتكديس الأسلحة البيولوجية والتكسينية في عام 1972، ووافقت عليها. ومع ذلك، خططت المملكة العربية السعودية للمؤسسات النووية، ووفقًا لبعض الملاحظات، يمكن أن تقود خططها إلى أسلحة نووية. وفقًا لبعض التقارير، الرياض لديها اتفاق مزعوم مع باكستان بشأن مشاريع الأسلحة النووية. وعلاوة على ذلك، هناك ادعاءات بأن المملكة العربية السعودية قد استخدمت أسلحة كيميائية وبيولوجية في اليمن.
وفي عام 2018، أكد ولي العهد الأمير محمد بن سلمان على 60 دقيقة أن المملكة العربية السعودية ستطور أسلحة نووية إذا نجحت إيران في التفجير، مما سبب انعدام الثقة على نطاق واسع في البرنامج النووي السعودي.

## خلفية
المملكة العربية السعودية هي دولة غير حائزة للأسلحة النووية طرف في معاهدة عدم انتشار الأسلحة النووية، كما أنها أبرمت اتفاقا مع الوكالة الدولية للطاقة الذرية. وقد اتُهمت الرياض بإتّباع الأسلحة النووية والكيميائية، على الرغم من أنها عضو في الوكالة الدولية للطاقة الذرية، ومعاهدة عدم الانتشار، ومنظمة حظر الأسلحة الكيميائية.
ومن ناحية أخرى، تخطط الرياض لمشروع ضخم بقيمة 80 مليار دولار لبناء 16 مفاعلا كبيرا والعديد من المفاعلات الصغيرة. ومن المتوقع إطلاق أول مفاعل نووي في عام 2022. دعت المملكة العربية السعودية الشركات الأمريكية للانضمام إليها في برنامجها النووي. وبالإضافة إلى ذلك، لوحظ أن واشنطن تطلب عادة من البلدان التوقيع على «اتفاق 123» لكي لا تقوم بانتاج القنابل النووية، ولكن الرياض، حتى الآن، رفضت التوقيع عليه أو أي اتفاق آخر يمكن أن يمنعها من تخصيب اليورانيوم في المستقبل. وفي غضون ذلك، أعلن معهد العلم والأمن الدولي أن المملكة العربية السعودية ستتبع الأسلحة الذرية بسبب الخوف من خطة العمل الشاملة المشتركة (وإيران) في حين أكدت الوكالة الدولية للطاقة الذرية أن برنامج إيران النووي هو برنامج سلمي، وأنه لا يعتبر برنامجاً خطيراً.

## الأسس النووية
وقد سافر مسؤولو الرياض إلى فرنسا وروسيا ووقعوا عدة معاملات من بينها إنشاء مؤسسات نووية في المملكة العربية السعودية. وتواصل الرياض مفاوضاتها المفتوحة بشأن إنشاء المؤسسات الذرية أمام وسائل الإعلام. وبالرغم من ذلك، فقد نظرت سراً في إنشاء مركز للعلوم الذرية بالتعاون مع باكستان، يمكن أن يرتبط بشراء أسلحة نووية من باكستان.
وأعلنت الرياض أنها تتبع برنامجا للطاقة النووية بدون تعاون من بلدان أخرى، ووفقا لأمر ملكي في أبريل 2010: «إن تطوير الطاقة الذرية ضروري لتلبية احتياجات المملكة المتزايدة من الطاقة لتوليد الكهرباء، وإنتاج المياه منزوعة الملوحة، والحد من الاعتماد على الموارد الهيدروكربونية المستنفدة». وقد أُنشئت مدينة الملك عبد الله للطاقة الذرية والمتجددة في عاصمة المملكة العربية السعودية من أجل إحراز تقدم في هذا البرنامج الذي يعتبر بديلا للنفط، وكذلك ليكون الوكالة المناسبة لغرض المعاهدات المتعلقة بالطاقة النووية الموقعة من المملكة السعودية. وبالإضافة إلى ذلك، قامت بتعيين شركة بويري الاستشارية الفنلندية والسويسرية من أجل المساعدة في تحديد «الاستراتيجية الرفيعة المستوى في مجال تطبيقات الطاقة النووية والمتجددة» في مجال تحلية المياه.

## الأسلحة النووية
أبلغت هيئة الإذاعة البريطانية باستخدام مصادر متعددة أن المملكة العربية السعودية قد مولت تطوير الأسلحة النووية في باكستان، وتعتقد الحكومة السعودية أنها قادرة على الحصول على أسلحة نووية عند رغبتها في ذلك. وقد أشار أحد كبار صانعي القرارات في الناتو إلى أنه شاهد شخصياً تقارير استخباراتية تشير إلى أن الأسلحة النووية التي تم تصنيعها في باكستان بطلب من الرياض جاهزة للتسليم. ولم ينفي وزير خارجية السعودية ولم يؤكد إمكانية شراء أسلحة نووية. وعلاوة على ذلك، أشارت العائلة المالكة السعودية وغيرها من كبار المسؤولين صراحة إلى اعتزامهم الحصول على أسلحة نووية إذا كان لإيران أن تحصل على هذه الأسلحة. وفي 15 مارس 2018، أدلى وزير الدفاع السعودي ووريث العرش الأمير محمد بن سلمان بهذا البيان في برنامج سي بي إس 60 دقيقة.
في عام 2019، أفادت لجنة مجلس النواب المعنية بالرقابة والإصلاح في الولايات المتحدة الأمريكية بأن الرئيس دونالد ترامب كان يخطط لتقديم التكنولوجيا النووية إلى المملكة العربية السعودية في انتهاك لقانون الطاقة الذرية. وستقوم شركة IP3 الدولية بإنشاء هذه المفاعلات، في حين أن مفاوضات يقوم بها جاريد كوشنر ووزير الطاقة ريك بيري. وقد تسبب التقرير في إدانة واسعة النطاق من المشرعين الجمهوريين والديمقراطيين على حد سواء في مجلسي الكونغرس، ويعزى ذلك جزئيا إلى اغتيال جمال خاشقجي مؤخرا، وإلى سلوك التدخل بقيادة السعودية في اليمن. وفي مجلس الشيوخ، قدم إيد ماركي وماركو روبيو مشروع قانون، هو القانون السعودي للانتشار النووي، لعرقلة الصفقة. كما أثيرت شواغل بشأن ما إذا كانت الصفقة ستستتبع إمكانية الحصول على تكنولوجيا تخصيب اليورانيوم. وردا على ذلك، ادعى نائب وزير الطاقة دان برويليت أن المملكة العربية السعودية ستوقع على اتفاقية المادة 123 لتقييد قدرة المملكة العربية السعودية على استخدام التكنولوجيا النووية.
كما اختارت المملكة العربية السعودية شركات في روسيا، والصين، وفرنسا، وكوريا الجنوبية كمصادر للطاقة النووية.

## إيصال الأسلحة النووية
وفقا لما ذكرته هيئة الإذاعة البريطانية، فإن محاولات المملكة العربية السعودية للحصول على قذائف باليستية قادرة على إرسال رأس حربي نووي إلى الميدان تعود إلى عدة عقود. تمتلك قوة الصواريخ الاستراتيجية الملكية السعودية DF-3A (الناتو: CSS-2) كقذيفة صينية تستخدم في إيصال الأسلحة النووية.